# Уильямс, Чарльз (писатель)
Чарльз К. Уильямс (англ. Charles Williams, 13 августа 1909 года — 5 апреля 1975 года) — американский писатель, автор детективных романов в стиле саспенс. В 1951 году написал книгу «Девушка с холмов». По многим из его книг были сняты фильмы, наиболее известный — «Мёртвый штиль».

## Жизнь
Уильямс родился в центральной части Техаса в городе Сан-Анджело. После 10 лет обучения в школе, в 1929 году он поступил на службу в торговый флот США. Спустя 10 лет он завершил службу, чтобы жениться на Ласке Фостер. Получив во время своей морской службы специальность радиста, Уильямс стал работать инспектором по электронике — сперва в звукозаписывающей компании в Галверстоне, Техас, позднее на военно-морской верфи в Пьюджет-Саунд, штат Вашингтон, вплоть до окончания Второй мировой войны.
Вместе с женой он переехал в Сан-Франциско, где он работал для радиокомпании Макай вплоть до выхода его первого романа, «Девушка с холмов» в 1951 году. Книга была успешна и Уильямс стал профессиональным писателем — в основном романов, с несколькими сценариями также по своим книгам.
Пара часто меняла место жительства и, по-видимому, провела значительное время во Франции, где работы Уильямса имеют отличную репутацию. После смерти своей жены от рака в 1972 году Уильямс приобрел недвижимость на границе Калифорнии и Орегона, где некоторое время жил в одиночестве в трейлере. В конце концов, переехав в Лос-Анджелес, Уильямс покончил жизнь самоубийством в своей квартире в районе Ван-Найс в начале апреля 1975 года.
Уильямс был в депрессии после смерти жены, и его эмоциональное состояние ухудшилось, так как продажи его книг снизились, поскольку триллеры начали терять популярность в начале 70-х годов. У него осталась дочь Алисон. Многие источники продолжают повторять ложные слухи о том, что Уильямс умер, утонув в Мексиканском заливе или во Франции.

## Литературный стиль

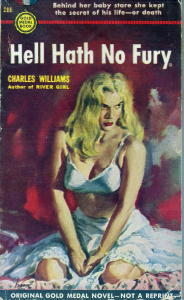

Работы Уильямса относятся к литературному жанру «мрачного реализма» - нуар, поджанру «крутого» детектива. Его роман 1953 года «Горячее местечко», опубликованный известной компанией выпускающей криминальную литературу, «Gold Medal Books», стал его первой книгой в мягкой обложке, заслужившей рецензию известного критика Энтони Баучера из «Нью-Йорк Таймс». Баучер относит Уильямса к двум самым известным писателям стиля нуар: «Удивительная техника ожидания … может напоминать вам [Корнелла] Вулрича; основная история, с ее горьким сочетанием секса и преступности, может напомнить Джеймса Кейна. Но мистер Уильямс индивидуален в своем остром, но беспристрастном стиле прозы и в отказе заниматься сентиментальными компромиссами». Описание Эда Гормана характеристик романа Уильямса «Человек в бегах» (1958) излагает основные элементы, которые связывают его с категорией «нуар»: «а) ложно обвиняемый, пытающийся скрыться от полиции, б) одинокая женщина в своём отчаянии как беглец, в) достаточно атмосферное воздействие (ночь, дождь, туман), чтобы окутать сто фильмов нуар». Культурный критик Джеффри О’Брайен более подробно описывает «главные характеристики» Уильямса:

Вызывающее мощный отклик естественное окружение, раскрытие характера через сексуальные мироощущение и поведение, разговорный стиль повествования, из-за которого кажется, что стоит рассказать даже самую легкомысленную историю… Его рассказчик, как правило, обычный, странно аморальный человек, питаемый жадностью и похотью, но странно отстраненный от собственных преступлений. [Ряд его книг] являются вариациями одного и того же добротного сюжета: человек находит деньги, человек получает деньги, человек теряет деньги. Каждый из них зависит от женщины, и именно в хитросплетениях отношений между мужчиной и женщиной Уильямс находит свою реальную тему … Часто женщина более умна и — даже когда она преступница — более осведомлена о моральных сложностях, чем безразличный герой.

Ли Хорсли описывает, как Уильямс часто высмеивает отношение своих героев-мужчин, одновременно неявно переоценивая традиционную фигуру жанра femme fatale.
Роман Уильямса «Девушка с реки» (1951) описан экспертом по литературе нуар Джорджем Таттлом как «классический пример провинциального нуара … использующий тип Эрскина Колдуэлла для усиления сексуального подтекста истории». Многие из прочих романов Уильямса также относятся к этому типу «провинциального нуара»: «Девушка с холмов»; «Девушка из большого города»; «Страх на побережье»; «Бриллиантовый бикини»; «Женщина из захолустья»; и «Дядюшка Сигамор и его девочки». Уильямс также произвел, особенно в конце своей карьеры то, что можно назвать «нуар голубой воды»: «Риф Скорпиона», «Парусиновый саван», «На мели», «Мертвый штиль» и «Глубокое синее море». Вуди Хаут утверждает, что Уильямс, как и его коллега-криминалист Чарльз Уилфорд, писал рассказы, вызванные «антипатией к государственной власти, государственным преступлениям и созданию социальных условий, ведущих к преступной деятельности. Опираясь на остроумие, юмор и изобретательные заговоры, герои Уильямса постоянно пытаются перехитрить систему.»

## Историческая значимость

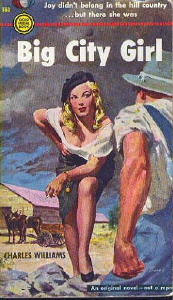

Из двадцати двух романов Уильямса шестнадцать были оригиналами в мягкой обложке — одиннадцать выпущены в Gold Medal; Горман описывает его как «лучшего из всех авторов Gold Medal». Историк Вуди Хаут называет Уильямса «передовым практиком» стиля саспенс, который типизировал американскую криминальную литературу с середины 1950-х до начала 1960-х годов: «Столь плодовитым и совершенным писателем был Чарльз Уильямс, что он в одиночку заставил много воспоследовавших романов криминальной культуры выглядеть нечто большим чем пародиями»
Джон Д. Макдональд назвал его одним из самых незаслуженно забытых авторов своего поколения. О’Брайен, описывая Уильямса как «запоздалого» для «более широкой оценки», пишет о нем о как стилисте, последовательно преданного «повествовательным ценностям, которые делают его книги настолько интересными, и нынешнее пренебрежение им столь необъяснимо».

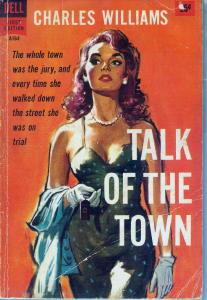

По состоянию на середину 2006 года в Соединенных Штатах были напечатаны только три романа Уильямса: «Девушка с реки», «Цель оправдывает средства» (1953) и «Дыханье смерти» (1954). По состоянию на 2013 год шестнадцать романов Уильямса были выпущены в виде электронных книг издательством Mysterious Press.
В течение 2014 года Overlook Duckworth переиздал «Длинную субботнюю ночь». Большая часть его работ в настоящее время печатается во Франции, в основном издательствами Rivages и Gallimard в серии «Série noire». В настоящее время два из пяти официально выпущенных англоязычных фильмов основанных на его произведениях доступны на DVD в Северной Америке: «Мертвый штиль» (1989), режиссера Филлипа Нойса, с участием Николь Кидман, Сэма Нила и Билли Зейна, и «Горячее местечко» (1990), режиссера Денниса Хоппера; в главных ролях Дон Джонсон, Вирджиния Мэдсен и Дженнифер Коннелли. Оба также доступны на Blu-Ray. Кроме того, во Франции был снят Vivement Dimanche! («Длинная субботняя ночь») (1983), режиссера Франсуа Трюффо с Фанни Ардан с Жан-Луи Трентиньян в главных ролях, в настоящее время доступен на американском видео.

## Уильямс на экране
В то время как Уильямс в настоящее время мало известен широкой американской публике, между 1960 и 1990 годами двенадцать его романов были адаптированы для киноэкрана или телевидения в Соединенных Штатах, Франции и Австралии:
| Год  | Название в оригинале                                                                   | Название на русском             | Примечание   |
| ---- | -------------------------------------------------------------------------------------- | ------------------------------- | ------------ |
| 1960 | All the Way / The 3rd Voice                                                            | Третий голос                    | автор романа |
| 1963 | Nothing in Her Way / Peau de banana / Banana Peel                                      | Банановая кожура                | автор романа |
| 1964 | Les félins                                                                             | Хищники                         | сценарий     |
| 1964 | The Big Bite / Le Gros coup                                                            | Большой удар                    | автор романа |
| 1965 | Aground / L' Arme à gauche / The Dictator’s Gun                                        | Сыграть в ящик                  | автор романа |
| 1968 | The Wrong Venus / Don’t Just Stand There!                                              |                                 | сценарий     |
| 1968 | The Pink Jungle                                                                        | Розовые джунгли                 | писатель     |
| 1970 | The Deep                                                                               | Глубина                         | автор романа |
| 1971 | Fantasia Among the Squares / Fantasia chez les ploucs The Diamond Bikini               | Возвращение надоедливой букашки | автор романа |
| 1975 | The Man Who Would Not Die                                                              | Человек, который не умрет       | автор романа |
| 1983 | The Long Saturday Night — Vivement dimanche! / Confidentially Yours / Finally, Sunday! |                                 | автор романа |
| 1989 | Dead Calm / The Deep (1970 незаконченный)                                              | Мёртвый штиль                   | автор романа |
| 1989 | Mieux vaut courir / Man on the Run                                                     | Лучше стоит бежать              | автор романа |
| 1990 | Hill Girl / La Fille des collines                                                      | Девушка с холмов                | автор романа |
| 1990 | Hell Hath No Fury / The Hot Spot                                                       | Горячее местечко                | автор романа |

Из вышеприведённого, Уильямс написал сценарии «Просто не стой там!» и, совместно с Ноной Тайсон, «Горячее местечко». Он значится в качестве соавтора сценария «Банановой кожуры» и «Сыграть в ящик». Он также написал сценарий к «Розовым джунглям» (1968), переработав роман Алана Уильямса (безотносительно), и был соавтором «Хищников» («Дом радости») (1964), переработав роман Дея Кина.

### Изданные
- Boucher, Anthony (1953). "Report on Criminals at Large, " New York Times Book Review, November 29.
- Gorman, Ed (1998a). "Fifteen Impressions of Charles Williams, " in The Big Book of Noir, ed. Ed Gorman, Lee Server, and Martin H. Greenberg (New York: Carroll & Graf), 251—254. ISBN 0-7867-0574-4
- Gorman, Ed (1998b). "The Golden Harvest: Twenty-Five-Cent Paperbacks, " in The Big Book of Noir, ed. Gorman et al., 183—190.
- Gorman, Ed (1998c). "John D. MacDonald, " in The Big Book of Noir, ed. Gorman et al., 209—211.
- Haut, Woody (1995). Pulp Culture: Hardboiled Fiction and the Cold War (London: Serpent’s Tail). ISBN 1-85242-319-6
- Horsley, Lee (2005). Twentieth-Century Crime Fiction (Oxford and New York: Oxford University Press). ISBN 0-19-928345-1
- O’Brien, Geoffrey (1997). Hardboiled America: Lurid Paperbacks and the Masters of Noir, expanded ed. (New York: Da Capo). ISBN 0-306-80773-4

### Онлайн
- Lynskey, Ed (2004). «The High Seas of Charles Williams» эссе с хорошими источниками таинственного автора; часть вебзина Noir Originals Аллана Гатри.
- Tuttle, George (1997). «What Is Noir?» эссе и хронология изданной критики нуар.